# Johann Ludwig von Wolzogen

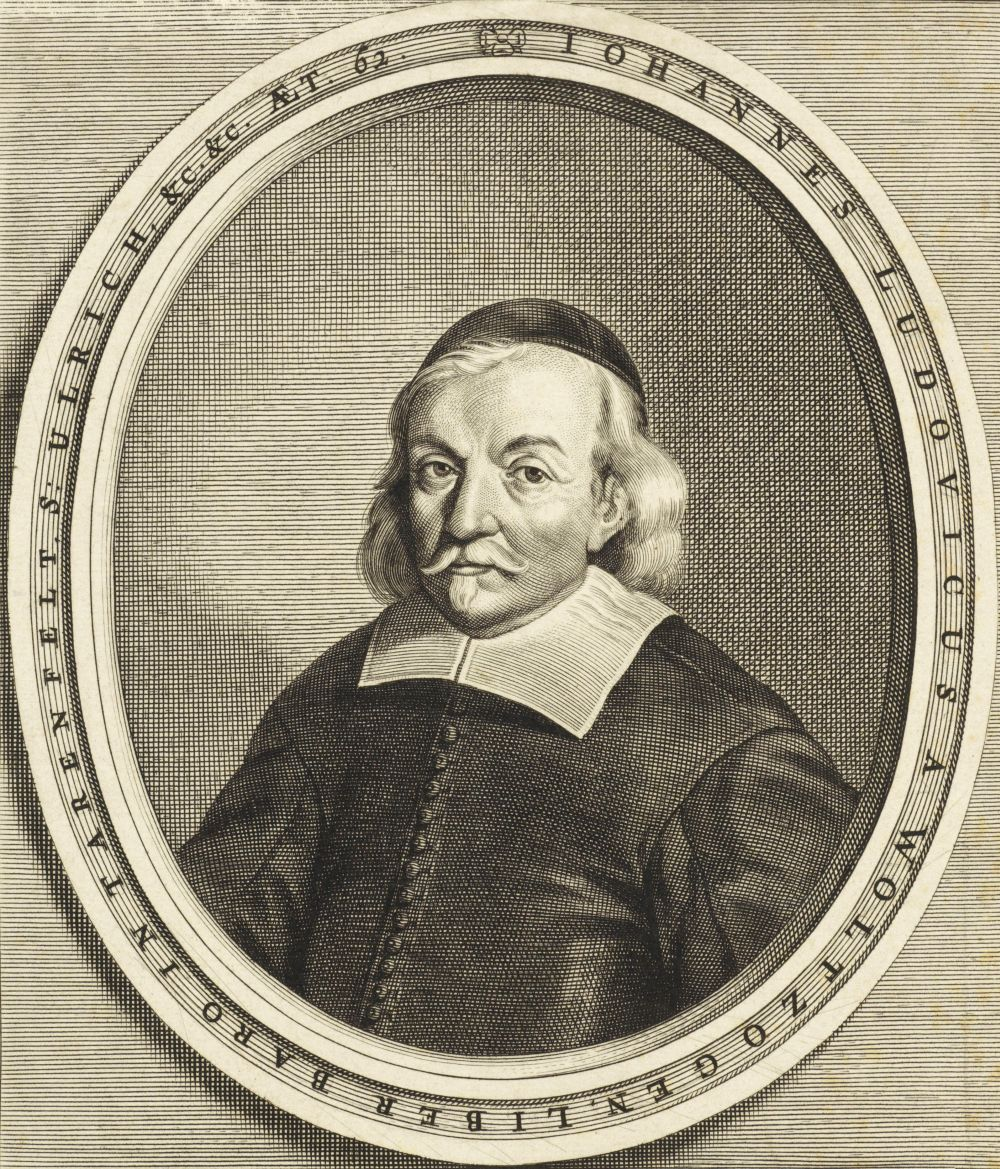
Johann Ludwig von Wolzogen

Johann (Hans) Ludwig von Wolzogen (* 28. Mai 1600 auf Schloss Neuhaus; † 1661 in Schlichtingsheim) war ein österreichischer Philosoph, Mathematiker und Theologe und als solcher ein Vertreter des frühneuzeitlichen Sozinianismus. Neben seinem Wirken als Wissenschaftler stand er zeitweise auch als Diplomat in fürstlichen Diensten. Er trug die Titel Baron von Fahrenfeldt (oder Fahrafeld) sowie Freiherr zu Neuhaus.

## Leben und Werk
Johann (Hans) Ludwig von Wolzogen wurde am 28. Mai 1600 in Schloss Neuhaus bei Wien in die protestantische Adelsfamilie von Wolzogen geboren. Der reformierten Konfession zugehörend, siedelte er, nach einem Studium an der Universität Wittenberg,  nach Polen über (um 1625), wo er unter anderem auf die Böhmischen Brüder und die unitarischen Polnischen Brüder traf. Seit dem Jahr 1638 stand er in Kontakt mit dem Vertreter der Böhmischen Brüder Johann Amos Comenius. In Folge wandte er sich dem Unitarismus zu und siedelte sich bei Danzig an, wo er in freundschaftlicher Verbindung zum unitarischen Theologen Martin Ruarus stand. Später übersiedelte er nach Schlichtingsheim nahe Fraustadt, wo er 1661 auch starb. Zu seinen Lebzeiten unternahm er größere Bildungsreisen. So reiste er unter anderem 1631 nach Amersfoort, 1638 nach Paris, 1646 nach Amsterdam und 1655 nach Basel.
Innerhalb der unitarischen Kirche Polens sprach sich von Wolzogen für eine Trennung von Kirche und Staat und gegen jede Form von Waffengewalt aus. Mit dieser pazifistisch-säkularistischen Positionierung setzte er sich deutlich von der moderateren Partei um Szymon Budny ab. Auch kritisierte er die Leibeigenschaft. Theologisch wirkte er vor allem als Bibelexeget und verfasste zahlreiche Bibelkommentare. Viele seiner Schriften wurden später unter der Gegenreformation verbrannt. Ein Teil seiner Aufsätze fand 1656 Eingang in die zusammen mit Sozzini, Schlichting und Crell erarbeitete neunbändige Bibliotheca Fratrum Polonorum. Im Jahr 1684 wurde posthum die Schrift Christliche Unterweisung veröffentlicht, auf die sich später auch der lutherische Pietist Philipp Jacob Spener bezog. Bekannt wurde auch die von Comenius verfasste und an von Wolzogen gerichte Schrift Wiederholte Ansprache an Baron Wolzogen, mit der Comenius aus seinem Exil in Amsterdam das Dogma der Trinität gegenüber dem Sozinianismus und dem Rationalismus zu verteidigen suchte. Neben seiner theologischen Arbeit widmete sich von Wolzogen auch philosophischen Studien und übersetzte unter anderem die Werke von Descartes aus dem Französischen ins Polnische.